# هره
هره (به آلمانی: Heere) یک شهر در آلمان است که در Wolfenbüttel واقع شده‌است. هره ۱٬۲۰۵ نفر جمعیت دارد.